# Chimarra akruna
Chimarra akruna là một loài Trichoptera trong họ Philopotamidae. Chúng phân bố ở miền Australasia.